# Oreopanax niger
Oreopanax niger är en araliaväxtart som beskrevs av José Cuatrecasas. Oreopanax niger ingår i släktet Oreopanax och familjen Araliaceae. Inga underarter finns listade.